# 日本セメント上磯鉄道
日本セメント上磯鉄道（にほんセメントかみいそてつどう）は、北海道北斗市にある現・太平洋セメント上磯工場の前身、日本セメント（旧・浅野セメント）上磯工場が所有し運用していた専用鉄道である。二箇所の原料鉱山と工場間、及び工場に隣接する江差線（現：道南いさりび鉄道線）上磯駅構内と工場間とを結んでいた。

## 路線データ
- 路線距離
  - 峩朗（がろう）線 6.598km
  - 万太郎沢線 3.444km
  - 構内専用側線（国鉄上磯駅-工場構内） 0.562Km
- 軌間：1,067mm
- 全線単線
- 動力：電気（直流600V）（当初の1年間は蒸気及びガソリン）

## 歴史
- 1892年（明治25年）：北海道セメントが上磯に工場を建設。我朗石灰石採掘場開設[1]。
- 1904年（明治37年）：工場-我朗採掘場に馬車鉄道敷設[1]（軌間762mm）。（後に我朗は峩朗に改字された）
- 1913年（大正2年）
  - 9月8日：上磯駅-工場構内の専用鉄道（動力：蒸気・電気）免許取得[2]。
  - 9月15日：国有鉄道上磯駅開業。
- 1915年（大正4年）
  - 4月6日：上磯駅-工場構内の専用鉄道0.5km使用開始[2]。
  - 7月：北海道セメントが浅野セメントに吸収合併。上磯の工場が同社の北海道工場となる[1][3]。
- 1921年（大正10年）11月：工場-峩朗採掘場に電気機関車による専用鉄道6.5kmを敷設。峩朗線となる。ただし当初の1年間はガソリン機関車と蒸気機関車[4]により運用[1]。
- 1949年（昭和24年）12月：桜岱粘土採掘場開設に伴い、同採掘場へ峩朗線から支線分岐[1]。
- 1954年（昭和29年）5月：万太郎沢粘土採掘場の開設に伴い、工場-同採掘場へ万太郎沢線敷設[5]。
- 1956年（昭和31年）2月：桜岱採掘場閉鎖に伴い支線廃止[5]。
- 1973年（昭和48年）：工場拡張に伴い輸送力が不足したため、工場-峩朗採掘場にベルトコンベア設置。峩朗線は輸送補助に回る[6]。
- 1989年（平成元年）：工場-万太郎沢採掘場がトラック輸送に変更。万太郎沢線廃止。それとともに構内及び峩朗線も廃止[6]。

## 車両

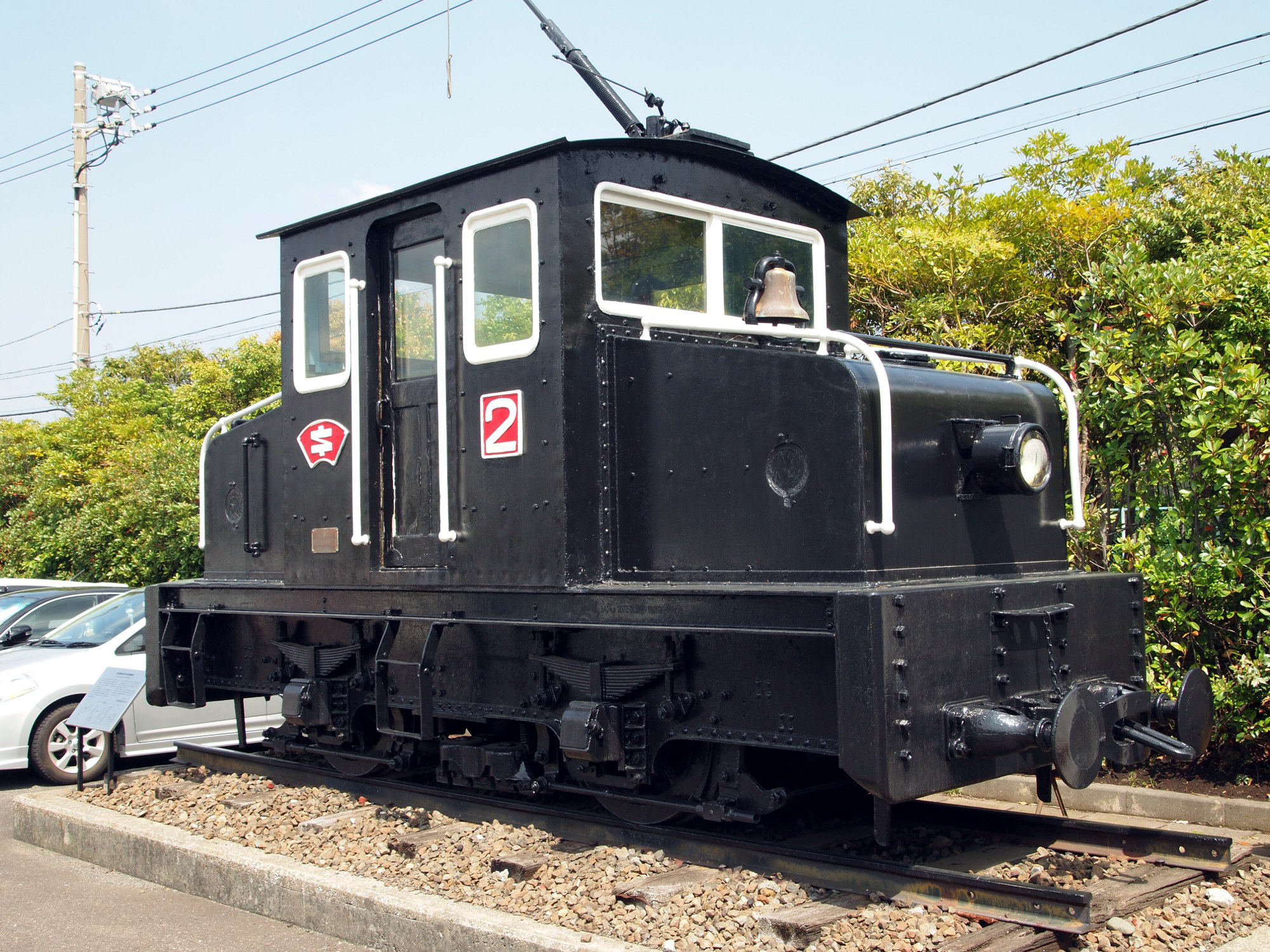
日本セメント上磯工場で大正11年から昭和50年代まで使用されていた2号電気機関車。現在は東洋電機製造横浜工場の敷地内に展示されている。

連結器は当初連環連結器のため国鉄貨車が入線した際には連環連結器と自動連結器を両方備えた控車を機関車と貨車の間に挟んだり、両方の連結器を装備した機関車を用意していたが、後に自社の貨車を置き換え、自動連結器にした。

### 電気機関車
- 1922年（大正11年）導入：1,2,3号機（1,3号機は1980年廃車スクラップ。）
1922年東洋電機・汽車会社製造、長さ6100mm、幅2150mm、高さ3400mm（集電ポール下げ時）、自重16t、定格出力90kW/h（45kW/h×2）、定格速度19.3km/h、TDK35-C形電動機、ツリカケ式動力伝達、DB－1形直接制御器 直並列抵抗制御、電磁吸着ブレーキ及び手ブレーキ[7]
- 1923年（大正12年）導入：5号機
1,2,3号機と同じ[7]。
- 1936年（昭和11年）導入：6号機
1935年東洋電機・日本車輌製造、長さ10010mm、幅2400mm、高さ3950mm（パンタグラフ下げ時）、自重28.2t、定格出力208kW/h、定格速度20.9km/h、TDK550形電動機[8]
- 1948年（昭和23年）導入：7号機
1948年日立製作所製造、長さ9920mm、幅2160mm、高さ3900mm（パンタグラフ下げ時）、自重25.0t、定格出力164kW/h、定格速度15.9km/h、HS-103-CR形電動機[9]
- 1952年（昭和27年）導入：8号機
1952年東洋電機製造、長さ10500mm、幅2599mm、高さ3966mm（パンタグラフ下げ時）、自重29.02t、定格出力208kW/h、定格速度21.0km/h、TDK550-G形電動機[10]
- 1959年（昭和34年）導入：9号機
1959年東洋電機製造、長さ10830mm、幅2600mm、高さ3896mm（パンタグラフ下げ時）、自重40.2t、定格出力400kW/h、定格速度30.7km/h、TDK545-A形電動機[11]
- 1961年（昭和36年）導入：10号機
1961年東洋電機製造、長さ10830mm、幅2600mm、高さ3896mm（パンタグラフ下げ時）、自重40.7t、定格出力440kW/h、定格速度30.0km/h、TDK545-B形電動機[12]

### 貨車

#### ボギー鉱石車
- ヲキ1形（1-16）1967年に東武鉄道よりヲキ1-14及びヲキフ1.2を購入。全車1929年汽車会社
- ヲキ2形（17-32）
- セキ3000形（33-42）1979年に国鉄よりセキ3000形の払下げを受けた車両。

### 客車
従業員輸送用に自社製の客車を保有しており、201（半鋼製、1957年製）、202（半鋼製、1957年製）203（木製）、204（木製）がいたが1963年に使用中止となった。

### 保存
- 2号機：1985年に東洋電機製造横浜工場が保土ヶ谷から金沢工業団地へ全面移転したことを機会に東洋電機製造で電気機器を製造した2号機関車を譲り受け、新製当初使用されたポール、製造銘版を復元し、塗装を黒色にして保存している[13]。
- 5号機：北斗市運動公園内に展示[14]。